# Uprora
Uprora fou un estat tributari protegit del tipus zamindari a la part nord del districte de Bilaspur, a les Províncies Centrals, avui a Chhattisgarh. Tenia una població el 1991 de 4.743 habitants i el formaven 60 pobles. La superfície era de 1.116 km². Hi abundaven els elefants.